# اوراتاگاردن
اوراتاگاردن (به سوئدی: Örtagården) یک منطقهٔ مسکونی در سوئد است که در بخش مالمو واقع شده‌است. اوراتاگاردن ۴٬۸۵۵ نفر جمعیت دارد.